# Gisele Thompson
Gisele Thompson (Los Ángeles, 2 de diciembre de 2005) es una jugadora de fútbol profesional estadounidense que ha jugado como defensora de las selecciones nacionales sub-20 y sub-17 de Estados Unidos. Thompson es una de las primeras atletas de secundaria en tener un contrato de nombre, imagen y semejanza con Nike, al igual que su hermana mayor, Alyssa Thompson. Actualmente está comprometida a jugar en la Universidad Stanford una vez que se gradúe de la escuela secundaria.

## Carrera en clubes
En 2013, los padres de Gisele y su hermana las registraron en la Total Futbol Academy (TFA) cuando Thompson tenía 8 años. Hicieron esto para poder competir en equipos masculinos. En 2015 fueron transferidos al club Real So Cal, Elite Clubs National League y compitieron allí hasta que la pandemia de COVID-19 detuvo los eventos deportivos. Luego, las dos hermanas se unieron al Santa Clarita Blue Heat en la liga United Women's Soccer de segunda división como las únicas estudiantes de secundaria en la liga. A partir de 2023, Thompson entrenará con Angel City, quien había seleccionado a su hermana Alyssa como la selección número uno en el Draft de la NWSL de 2023.

## Carrera internacional
Thompson representó a Estados Unidos en la selección nacional femenina Sub-17 en la Copa Mundial Femenina de Fútbol Sub-17 de 2022 y el Campeonato Femenino Sub-17 de la Concacaf. También jugó en la selección nacional sub-20 en el Campeonato Femenino Sub-20 de la Concacaf de 2022, donde ganaron el oro. En semifinales recibió una tarjeta roja tras cometer una falta para evitar una clara ocasión de gol.

## Avales
En 2022, Thompson y su hermana Alyssa firmaron un acuerdo de nombre, imagen y semejanza (NIL) con Nike a los 16 y 17 años, respectivamente. Fueron las primeras atletas de secundaria en firmar un acuerdo NIL con Nike.
Ambas hermanas también están patrocinadas por Stifel.

## Vida personal
Thompson nació en Los Ángeles el 2 de diciembre de 2005, 13 meses después de su hermana Alyssa Thompson, hija de Mario y Karen Thompson. Son de ascendencia afroestadounidense, filipina y peruana.
Thompson corre en pista en la escuela Harvard-Westlake.